# Largny-sur-Automne
Largny-sur-Automne és un municipi francès situat al departament de l'Aisne i a la regió dels Alts de França. L'any 2007 tenia 242 habitants.

## Demografia

### Població
El 2007 la població de fet de Largny-sur-Automne era de 242 persones. Hi havia 92 famílies de les quals 16 eren unipersonals (4 homes vivint sols i 12 dones vivint soles), 36 parelles sense fills, 36 parelles amb fills i 4 famílies monoparentals amb fills.
La població ha evolucionat segons el següent gràfic:
Habitants censats

### Habitatges
El 2007 hi havia 115 habitatges, 93 eren l'habitatge principal de la família, 9 eren segones residències i 13 estaven desocupats. 113 eren cases i 1 era un apartament. Dels 93 habitatges principals, 82 estaven ocupats pels seus propietaris, 8 estaven llogats i ocupats pels llogaters i 3 estaven cedits a títol gratuït; 11 tenien tres cambres, 24 en tenien quatre i 58 en tenien cinc o més. 73 habitatges disposaven pel capbaix d'una plaça de pàrquing. A 33 habitatges hi havia un automòbil i a 49 n'hi havia dos o més.

### Piràmide de població
La piràmide de població per edats i sexe el 2009 era:
| Homes | Edats   | Dones |
| ----- | ------- | ----- |
| 0     | 95 o +  | 0     |
| 0     | 90 a 94 | 0     |
| 4     | 85 a 89 | 0     |
| 8     | 80 a 84 | 0     |
| 0     | 75 a 79 | 4     |
| 8     | 70 a 74 | 8     |
| 0     | 65 a 69 | 4     |
| 8     | 60 a 64 | 4     |
| 0     | 55 a 59 | 0     |
| 4     | 50 a 54 | 8     |
| 12    | 45 a 49 | 4     |
| 20    | 40 a 44 | 24    |
| 4     | 35 a 39 | 12    |
| 12    | 30 a 34 | 8     |
| 12    | 25 a 29 | 12    |
| 0     | 20 a 24 | 4     |
| 32    | 15 a 19 | 8     |
| 8     | 10 a 14 | 32    |
| 4     | 5 a 9   | 12    |
| 0     | 0 a 4   | 8     |

## Economia
El 2007 la població en edat de treballar era de 154 persones, 116 eren actives i 38 eren inactives. De les 116 persones actives 110 estaven ocupades (61 homes i 49 dones) i 6 estaven aturades (1 home i 5 dones). De les 38 persones inactives 8 estaven jubilades, 18 estaven estudiant i 12 estaven classificades com a «altres inactius».

### Ingressos
El 2009 a Largny-sur-Automne hi havia 93 unitats fiscals que integraven 255 persones, la mediana anual d'ingressos fiscals per persona era de 22.153 €.

### Activitats econòmiques
Dels 9 establiments que hi havia el 2007, 1 era d'una empresa alimentària, 5 d'empreses de construcció, 1 d'una empresa de serveis i 2 d'empreses classificades com a «altres activitats de serveis».
Dels 5 establiments de servei als particulars que hi havia el 2009, 2 eren paletes, 1 fusteria i 2 lampisteries.
L'únic establiment comercial que hi havia el 2009 era una fleca.
L'any 2000 a Largny-sur-Automne hi havia 3 explotacions agrícoles.

## Equipaments sanitaris i escolars
El 2009 hi havia una escola elemental integrada dins d'un grup escolar amb les comunes properes formant una escola dispersa.

## Poblacions més properes
El següent diagrama mostra les poblacions més properes.